# إريك نويورث
إريك نويورث (بالألمانية: Erich Neuwirth)‏ هو إحصائي ورياضياتي نمساوي، ولد في 17 أكتوبر 1948 في Ulrichskirchen-Schleinbach ‏ في النمسا.